# Вулиця Гайок (Біла Церква)
Вулиця Гайок — одна з вулиць у Білій Церкві. Утворює невеликий мікрорайон з однойменною назвою, який раніше був військовим містечком з обмеженим доступом. На території вулиці розміщувався штаб 8-ї повітряної бригади під командуванням генерал-майора Хрюкіна Т. Т., про що вказує меморіальна дошка на ньому.

## Об'єкти
- Пам'ятник льотчикам ТУ-16.
- Меморіальний комплекс Дошка слави загиблих льотчиків.
- Білоцерківська загальноосвітня школа І-ІІІ ступенів № 8 (б/н)
- Дошкільний навчальний заклад (ясла-садок) комбінованого типу № 13[3]

## Галерея
|  |  |